# Octávio Matos
Rogério Octávio da Costa Matos (Porto, 5 de abril de 1939 – Lisboa, 3 de fevereiro de 2019) foi um ator e dobrador português. 

## Biografia
Octávio Matos nasceu em 5 de abril de 1939, no Porto. Filho do também ator e ilusionista Octávio de Matos (1890–1964), Matos subiu ao palco pela primeira vez aos quatro anos com o pai mas, como ator, participou ainda com essa idade numa peça de teatro de revista infantil, em Lourenço Marques (atual Maputo), capital de Moçambique.
Frequentou o curso de teatro do Conservatório Nacional.
Profissionalmente, estreou-se aos 17 anos, precisamente no dia de aniversário do seu pai, 20 de abril de 1956.
Durante a segunda metade do século XX tornou-se num nome incontornável do teatro de revista, desempenhando, para além de actor, funções de encenador ou de direcção de actores, levando o teatro em digressões pelo país, pelas ex-colónias portuguesas e pelas comunidades portuguesas.
No âmbito teatral possuiu ainda registo no teatro infantil e no teatro radiofónico.
Na televisão, registam-se um vasto número de participações em séries e programas (como Os Batanetes ou O Prédio do Vasco) e telenovelas (como Primeiro Amor ou Ganância).
No cinema, trabalhou sobretudo com a voz em várias dobragens, em películas de animação como Piglet - O Filme, Winnie the Pooh ou O Panda do Kung Fu 3.
Em 2007, recebeu da Câmara Municipal de Lisboa a Medalha de Mérito Municipal, no seu Grau Prata, no âmbito das comemorações do Dia Mundial do Teatro (27 de março), a par de Deolinda Rodrigues, Artur Garcia e, a título póstumo, Sérgio de Azevedo.

### Morte
Octávio Matos foi encontrado morto pela sua mulher, a também atriz Isabel Damatta, em sua casa, em Lisboa, a 3 de fevereiro de 2019, aos 79 anos.

## Televisão
| Ano  | Projeto                    | Ref.         |
| ---- | -------------------------- | ------------ |
| 1965 | Cruzeiro de Férias         |              |
| 1968 | O Marido da Vedeta         | [ 15 ]       |
| 1969 | Melodias de Sempre         |              |
| 1977 | A Feira                    |              |
| 1980 | Eu Show Nico               | [ 16 ]       |
| 1984 | Fim de Século              | [ 17 ]       |
| 1987 | Ora Viva                   |              |
| 1988 | Uma Bomba Chamada Etelvina | [ 16 ]       |
| 1989 | Ai Life                    | [ 18 ]       |
| 1990 | O Cacilheiro do Amor       | [ 16 ]       |
| 1990 | Mistério Misterioso        | [ 16 ]       |
| 1992 | Giras e Pirosas            | [ 16 ]       |
| 1993 | Cosido à Portuguesa        |              |
| 1994 | Nico d'Obra                | [ 16 ]       |
| 1996 | Primeiro Amor              | [ 4 ] [ 16 ] |
| 1998 | Terra Mãe                  | [ 16 ]       |
| 1999 | Nós os Ricos               | [ 16 ]       |
| 1999 | Companhia do Riso          | [ 16 ]       |
| 2000 | Bacalhau com Todos         | [ 16 ]       |
| 2000 | Ajuste de Contas           | [ 16 ]       |
| 2001 | Ganância                   |              |
| 2002 | Bons Vizinhos              | [ 19 ]       |
| 2002 | Camilo, o Pendura          | [ 16 ]       |
| 2003 | Não Há Pai                 |              |
| 2004 | Queridas Feras             |              |
| 2004 | Maré Alta                  |              |
| 2004 | Os Batanetes               | [ 4 ]        |
| 2004 | O Prédio do Vasco          | [ 4 ]        |
| 2005 | Inspector Max              |              |
| 2007 | Floribella                 |              |
| 2008 | Chiquititas                |              |
| 2009 | Cenas do Casamento         | [ 20 ]       |
| 2010 | Perfeito Coração           |              |
| 2011 | A Família Mata             | [ 21 ]       |
| 2015 | Jardins Proibidos          |              |

## Cinema
| Ano  | Filme                                  | Realizador          | Ref.   |
| ---- | -------------------------------------- | ------------------- | ------ |
| 1963 | O Parque das Ilusões                   | Perdigão Queiroga   | [ 2 ]  |
| 1969 | Cruz de Ferro                          | Jorge Brum do Canto | [ 4 ]  |
| 1974 | Derrapagem                             | Constantino Esteves |        |
| 1980 | A Flor e a Vida                        | Francisco Saalfeld  | [ 22 ] |
| 2012 | Balas & Bolinhos 3 - O Último Capítulo | Luís Ismael         | [ 23 ] |

## Teatro
| Ano  | Peça                          | Local                | Ref.          |
| ---- | ----------------------------- | -------------------- | ------------- |
| 1960 | Mulheres de Sonho             | Coliseu dos Recreios | [ 24 ] [ 25 ] |
| 1960 | Chá-Chá-Chá                   | Teatro Maria Vitória | [ 26 ]        |
| 1962 | Põe-te a Pau!                 | Teatro Maria Vitória | [ 27 ]        |
| 1963 | Bate Certo!                   | Teatro Maria Vitória | [ 28 ]        |
| 1963 | Haja Alegria!                 | Teatro Maria Vitória | [ 29 ] [ 30 ] |
| 1963 | Ó Pá, Não Fiques Calado!      | Teatro Maria Vitória | [ 31 ]        |
| 1964 | Nazaré                        | Teatro Maria Vitória | [ 32 ]        |
| 1965 | Zona Azul                     | Teatro ABC           | [ 33 ]        |
| 1965 | Roupa na Corda                | Teatro ABC           | [ 34 ]        |
| 1966 | Tudo à Mostra!                | Teatro Maria Vitória | [ 35 ]        |
| 1966 | De Vento em Popa!             | Teatro Maria Vitória | [ 36 ]        |
| 1968 | Lisboa é Sempre Mulher        | Teatro Monumental    | [ 37 ]        |
| 1970 | O Prato do Dia                | Teatro Maria Vitória | [ 38 ]        |
| 1970 | Pimenta na Língua!            | Teatro Maria Vitória | [ 39 ]        |
| 1971 | Cala-te Boca!                 | Teatro Maria Vitória | [ 40 ]        |
| 1971 | Saídas da Casca               | Teatro ABC           | [ 41 ]        |
| 1972 | Viva a Pandilha...            | Teatro ABC           | [ 42 ]        |
| 1973 | Sexo Nunca! Somos Britânicos… | Teatro Capitólio     | [ 43 ]        |
| 1973 | Simplesmente Revista          | Teatro Monumental    | [ 44 ]        |
| 1975 | Lisboa Acordou                | Teatro Monumental    | [ 45 ]        |
| 1977 | Em Águas de Bacalhau          | Teatro ABC           | [ 46 ]        |
| 1977 | Ó da Guarda                   | Teatro ABC           | [ 47 ]        |
| 1978 | Põe-te na Bicha               |                      | [ 4 ] [ 48 ]  |
| 1978 | Direita Volver!               | Teatro ABC           | [ 49 ]        |
| 1982 | Chá e Porradas                | Teatro ABC           | [ 50 ] [ 51 ] |
| 1982 | As Taradas                    |                      | [ 52 ]        |
| 1986 | Não Há Escudo Que Aguente     | Digressão            | [ 53 ]        |
| 1986 | Sapateado                     | Teatro Villaret      | [ 54 ] [ 55 ] |
| 1988 | Pijama Para Seis              | Teatro ABC           | [ 56 ]        |
| 1989 | Ora Bate… Batman'so!          | Teatro Villaret      | [ 57 ]        |
| 1992 | Quem Tem ECU Tem Medo         |                      | [ 48 ] [ 58 ] |
| 2005 | A Revista É Linda!            | Teatro Maria Vitória | [ 48 ] [ 58 ] |
| 2006 | Já Viram Isto?!...            | Teatro Maria Vitória | [ 48 ] [ 59 ] |
| 2011 | Vamos Contar Mentiras         |                      | [ 48 ]        |
| 2012 | Não Há Euros P'ra Ninguém     | Digressão            | [ 48 ]        |
| 2014 | Quem É o Jeremias?            | Digressão            | [ 60 ]        |

### Dobragens
| Ano       | Filme                                 | Personagem    | Ref.          |
| --------- | ------------------------------------- | ------------- | ------------- |
| 1977      | As Extra-Aventuras de Winnie the Pooh | Coelho        |               |
| 1988-1991 | As Novas Aventuras de Winnie the Pooh | Coelho        |               |
| 1997      | A Maior Aventura de Winnie the Pooh   | Coelho        |               |
| 1999      | Winnie the Pooh: O Espírito de Natal  | Coelho        |               |
| 2000      | As Aventures do Tigre                 | Coelho        |               |
| 2002      | A Idade do Gelo                       | Dodô          |               |
| 2003      | Piglet - O Filme                      | Coelho        | [ 9 ]         |
| 2003      | Winnie the Pooh: A Primavera com o Rú | Coelho        |               |
| 2005      | Heffalump - O Filme                   | Coelho        |               |
| 2007-2010 | Meus Amigos Tigre e Pooh              | Coelho        |               |
| 2008      | O Panda do Kung Fu                    | Sr. Ping      |               |
| 2011      | Winnie the Pooh                       | Coelho        | [ 10 ]        |
| 2011      | Rango                                 | Sr. Merrymack |               |
| 2011      | O Panda do Kung Fu 2                  | Sr. Ping      |               |
| 2016      | O Panda do Kung Fu 3                  | Sr. Ping      | [ 11 ] [ 61 ] |

## Discografia

### Participações
- As Aventuras do Tigre & mais Canções (2000, CD, Walt Disney (EUA)) Tema: "O que Há de Melhor em Ser Tigre" [62]